# Mars 1968
Pour les articles homonymes, voir Mars 1968 (Pologne).

## Évènements
- Troubles au Tibesti (Tchad) entraînant une intervention française en août[1].
- 1er mars :
  - Démission du secrétaire d'État à la Défense américain Robert McNamara.
  - Entrée en vigueur de la loi limitant l'immigration au Royaume-Uni.
- 8 mars : campagne antisémite en Pologne. Des manifestations d'étudiants sont réprimées par la police secrète communiste, et une purge est entreprise dans le milieu politique, ce qui conduit à l'expulsion des juifs du Parti ouvrier unifié polonais.
- 12 mars : indépendance de l'île Maurice.
- 15 mars : publication dans le journal français Le Monde du texte de Pierre Viansson-Ponté, quand la France s'ennuie[2].
- 16 mars :
  - Massacre de 450 à 500 civils vietnamiens dans le hameau de Mỹ Lai par des soldats américains.
  - France : fin des manifestations d’une semaine pour la défense de l’emploi dans le nord et l’est.
- 17 mars, France : pour mettre un terme à la spéculation sur l’or (le cours du lingot atteint 7000 francs à Paris), les membres actifs du pool de l’or décident de cesser d’acheter ou de vendre le métal sur le marché international. Deux marchés parallèles de l’or sont créés.
- 21 mars  :
  - Indonésie : Suharto succède officiellement à Soekarno, qui avait été déchu de ses pouvoirs gouvernementaux l'année précédente. Le gouvernement du « nouvel ordre » de Suharto, à domination militaire, inverse la politique anti-occidentale et consolide son assise au pouvoir. Le parti communiste est interdit et les autres partis d'opposition sont forcés à s'unir. De nouveaux partis apparaissent, comme le Golkar, une coalition de groupes de métiers rassemblant les fonctionnaires et les enseignants, qui remportera plus de 60 % des votes à chaque élection.
  - En représailles contre les actions terroristes du Fatah, l'armée israélienne bombarde le camp de réfugiés palestiniens de Karamé en Jordanie. Elle est repoussée par les commandos palestiniens et l'armée jordanienne.
- 22 mars, France : Mouvement du 22 Mars. Des étudiants, menés par Daniel Cohn-Bendit, occupent la tour administrative de la faculté de Nanterre.
- 28 mars, France : la faculté de Nanterre est fermée par le doyen.
- 30 mars :
  - Une réforme du Système monétaire international permet la création des Droits de tirage spéciaux (D.T.S.) qui sont constitués d'un panier de 5 devises (dollar, mark, yen, franc français + livre sterling) afin de tenter de mettre fin à la crise monétaire internationale provoquée par la fin de la convertibilité du dollar.
  - Un programme de réforme est présenté en Égypte : élection des responsables de l'USA, éviction des militaires du gouvernement. Le régime reste secoué par les manifestations, en particulier dans les milieux étudiants.
  - Alexander Dubček, chef du PC slovaque et le général Ludvík Svoboda, tous deux communistes de longue date et fidèles à l'Union soviétique, remplacent Antonín Novotný à la tête du parti et de l'État.
- 31 mars : le président américain  Johnson fait connaître son intention de ne pas se représenter et annonce la suspension des bombardements au Viêt Nam au Nord du 19e parallèle[3]. Hanoi répond par l'acceptation de l'ouverture de négociations à Paris.

## Naissances
- 2 mars : Daniel Craig, acteur britannique.
- 3 mars : Wilfrid Estève, photojournaliste, auteur et enseignant français.
- 4 mars : Kyriákos Mitsotákis, homme politique grec.
- 5 mars :
  - Pierre Diot, comédien et humoriste français.
  - Ambrose Mandvulo Dlamini, Homme d'affaires et homme d'État swazilandais († 13 décembre 2020).
- 11 mars : Raphael Rowe, journaliste et présentateur britannique.
- 12 mars :
  - Aaron Eckhart, acteur américain.
  - Jean-Vincent Placé, homme politique français.
- 14 mars : Megan Follows, actrice.
- 15 mars : Sabrina Salerno, chanteuse et actrice italienne.
- 21 mars : Valérie Pascal, animatrice de télévision et actrice française.
- 23 mars :
  - Damon Albarn, chanteur, pianiste et guitariste anglais du groupe Blur.
  - Pierre Palmade, humoriste et acteur français.
- 29 mars : Charlotte Beaudry, peintre belge.
- 30 mars : Céline Dion, chanteuse québécoise.
- 31 mars: Yann Moix, écrivain français.

## Décès
- 3 mars : Pepe Bienvenida, matador espagnol (° 7 janvier 1914).
- 14 mars : Erwin Panofsky, historien de l'art et essayiste américano-allemand.
- 17 mars : Harry d'Abbadie d'Arrast, réalisateur et scénariste argentin (° 6 mai 1897).
- 20 mars : Carl Theodor Dreyer, réalisateur danois.
- 27 mars :
  - Youri Gagarine, cosmonaute et premier homme de l'espace (° 9 mars 1934).
  - William Colt MacDonald, écrivain américain (° 2 décembre 1891).